# Jozo Matovac
Jozo Matovac, né le 22 mai 1970 en Suède, est un footballeur suédois, évoluant au poste de défenseur central. Au cours de sa carrière, il évolue au Gunnilse IS, au BK Häcken, à l'Örgryte IS, à l'AaB Ålborg et à l'Helsingborgs IF, ainsi qu'en équipe de Suède.
Matovac marque un but lors de ses neuf sélections avec l'équipe de Suède entre 1997 et 2001.

## Biographie

### En club
Jozo Matovac dispute 12 matchs en Ligue des champions, et 5 matchs en Coupe de l'UEFA. En Coupe de l'UEFA, il inscrit un but contre le club italien de l'Udinese Calcio en septembre 1999.
Son bilan en championnat est de 61 matchs en première division danoise, pour 3 buts inscrits, et 178 matchs en première division suédoise, pour 7 buts marqués. Il réalise sa meilleure performance en 1993, où il inscrit 4 buts.

### En équipe nationale
Jozo Matovac reçoit 9 sélections et inscrit un but en équipe de Suède entre 1997 et 2001.
Il joue son premier match en équipe nationale le 9 février 1997 contre la Roumanie à Bangkok, match au cours duquel il inscrit son seul but en sélection. Il reçoit sa dernière sélection le 28 mars 2001 contre la Moldavie.
Il joue un match comptant pour les tours préliminaires du mondial 1998, et deux matchs comptant pour les tours préliminaires du mondial 2002.

## Carrière de joueur
- 1987-1991 :  Gunnilse IS
- 1992-1994 :  BK Häcken
- 1995-1998 :  Örgryte IS
- 1998-2000 :  AaB Ålborg
- 2000-2002 :  Helsingborgs IF

## Palmarès

### En équipe nationale
- 9 sélections et 1 but avec l'équipe de Suède entre 1997 et 2001

### Avec l'Örgryte IS
- Finaliste de la Coupe de Suède en 1998

### Avec l'AaB Ålborg
- Vainqueur du championnat du Danemark en 1999